# (5632) Ingelehmann
(5632) Ingelehmann (1993 GG) – planetoida z pasa głównego asteroid okrążająca Słońce w ciągu 4,55 lat w średniej odległości 2,74 j.a. Odkryta 15 kwietnia 1993 roku.
Nazwana na cześć odkrywczyni jądra wewnętrznego Ziemi, duńskiej geofizyk i sejsmolog, Inge Lehmann.